# Etty Hillesum

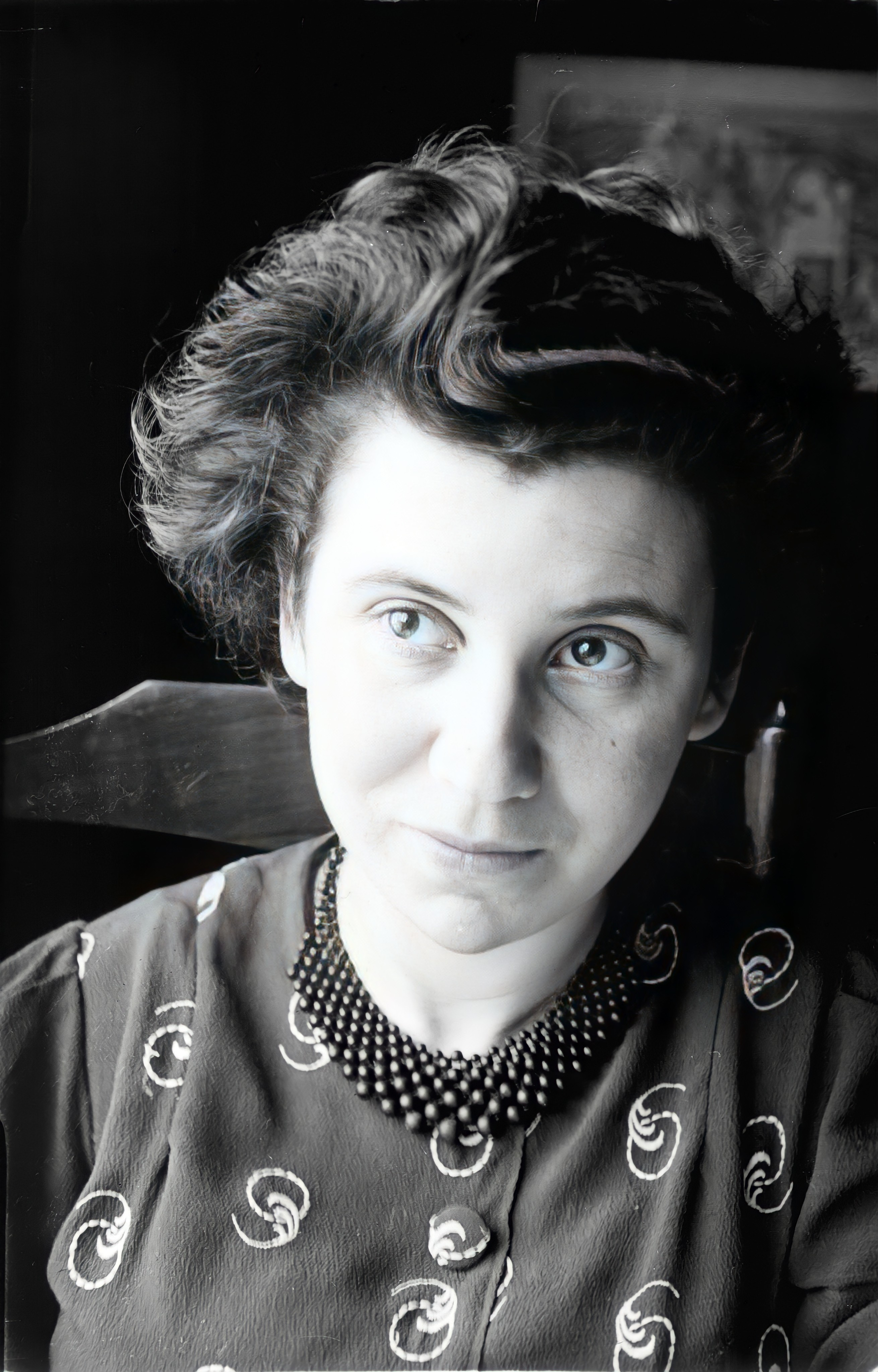
Etty Hillesum (1939)

Etty Hillesum (geboren am 15. Januar 1914 als Esther Hillesum in Middelburg; gestorben am 30. November 1943 im KZ Auschwitz-Birkenau) war eine niederländische jüdische Intellektuelle. Während der deutschen Besetzung der Niederlande führte sie in den Jahren 1941 bis 1943 ein Tagebuch und hinterließ Briefe, in denen sich ihre menschliche und spirituelle Entwicklung unter den Bedingungen von Krieg und Verfolgung widerspiegelt. Eine erste Auswahl aus dem Tagebuch wurde 1981 veröffentlicht und fand großes, auch internationales Interesse. Eine Gesamtausgabe ihrer Schriften erschien 1983, die deutschsprachige Übersetzung davon 2023.

## Leben

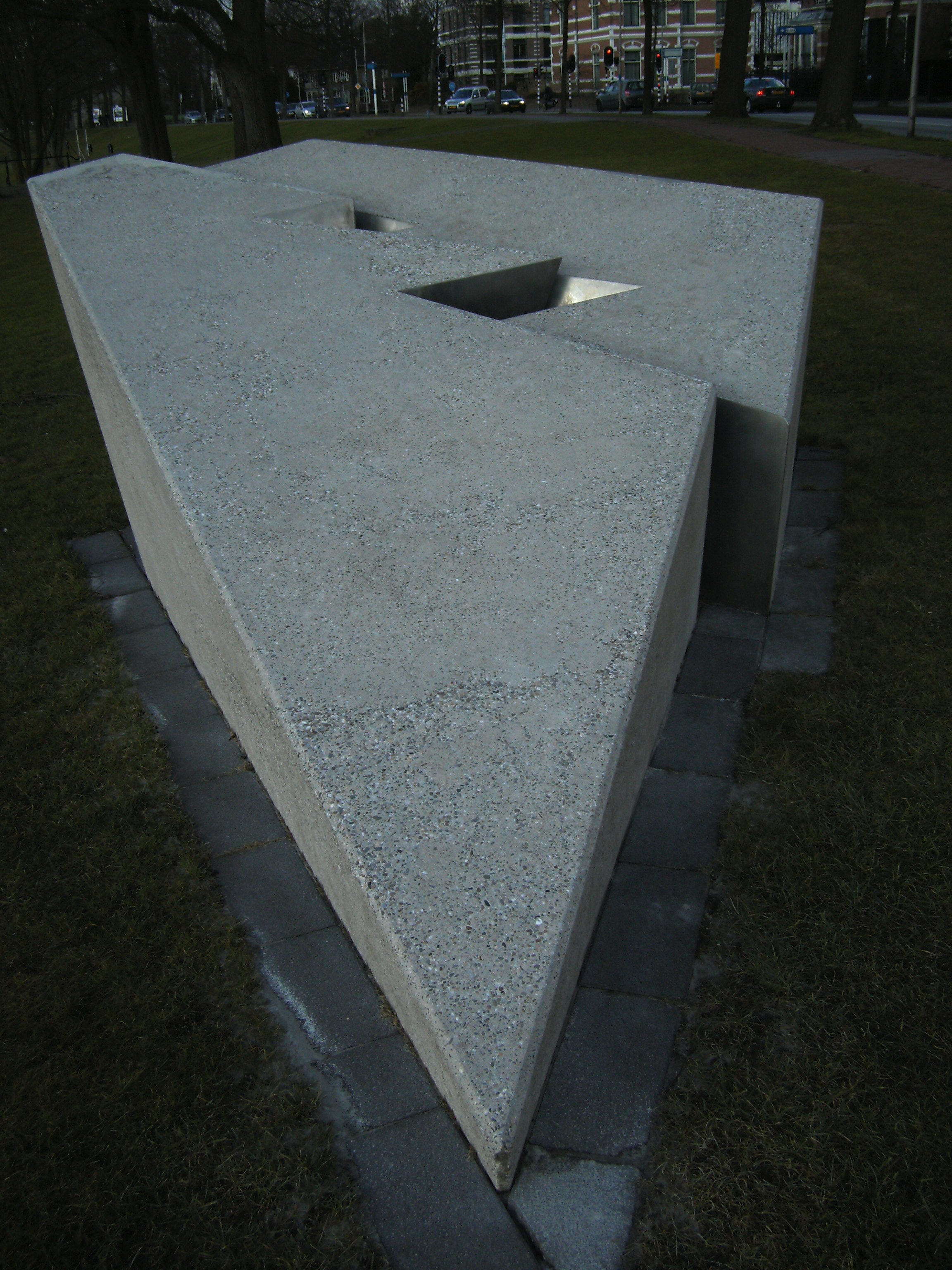
Skulptur Het verstoorde leven in Deventer

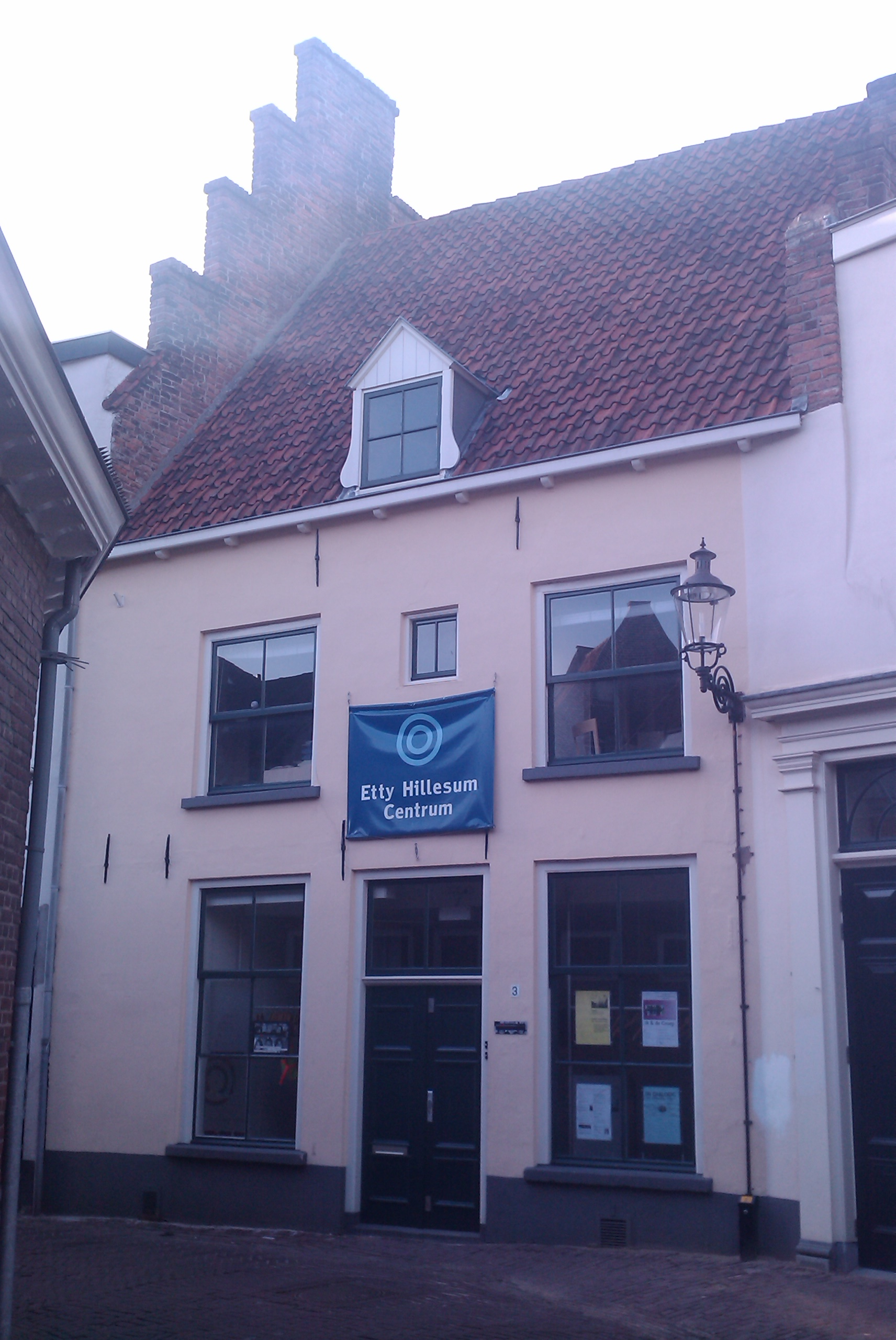
Etty Hillesum Centrum in Deventer

Etty Hillesum entstammte einer assimilierten jüdischen Familie. Ihr Vater, Louis Hillesum, war Gymnasiallehrer für alte Sprachen, später Direktor eines Gymnasiums in Deventer. Ihre Mutter Riva Hillesum, geborene Rebecca Bernstein, stammte aus Russland und war als Erste ihrer Familie vor Pogromen in die Niederlande geflüchtet. Hillesum hatte zwei jüngere Brüder: Jaap (Jacob; * 1916), der Arzt wurde, und Mischa (Michael; * 1920), der Pianist wurde.
Von 1932 an studierte sie an der Universität Amsterdam Jura und schloss das Studium 1939 mit dem Master-Examen ab. Anschließend studierte sie Slawistik, solange es unter der deutschen Besatzung möglich war. 1937 war sie in das Haus des pensionierten Buchhalters Hendrik (Han) Wegerif eingezogen, mit dem sie eine Liebesbeziehung einging. In dem Haus lebten auch einige andere, meist junge Menschen, die eine Hausgemeinschaft und für Hillesum eine Art zweite Familie bildeten.
Im Mai 1940 wurden die Niederlande und Belgien von der deutschen Wehrmacht überfallen und besetzt. Im Oktober 1940 begannen die Besatzer mit der Entrechtung und Verfolgung der niederländischen Juden; der Holocaust in den Niederlanden begann. Unter diesen Bedingungen lernte Hillesum im Februar 1941 den deutschen Emigranten Julius Spier (1887–1942) kennen, einen jungianischen Psychoanalytiker, der in seine Arbeit auch andere Methoden einbezog, wie die Handlesekunst und die damals im Entstehen begriffene Körperpsychotherapie. Im März 1941 begann sie eine Psychotherapie bei ihm. Wahrscheinlich war es Spier, der ihr empfahl, ein Tagebuch zu führen. Die Beziehung zu Spier wurde in den nächsten eineinhalb Jahren über die Therapie hinaus eine Freundschaft, eine spirituelle Lehrer-Schülerin-Beziehung und schließlich auch eine Liebesbeziehung.
Im Juli 1942, als Etty Hillesum den Aufruf für das Durchgangslager Westerbork erwartete, von wo aus die Transporte der niederländischen Juden nach Auschwitz gingen, bewarb sie sich um eine Bürostelle beim Judenrat Amsterdam, die sie auch erhielt. Die Arbeit dort empfand sie aber als „Hölle“, woraufhin sie sich schon nach 14 Tagen freiwillig für die Arbeit in der „Sozialen Versorgung der Aussiedler“ im Lager Westerbork meldete. Dort widmete sie sich besonders den Schwächsten im Lager, den Alten, den Kranken, den Müttern mit kleinen Kindern, den jungen Mädchen. Wegen ihrer Stellung als Angestellte des jüdischen Rats konnte sie in den folgenden Monaten noch verschiedentlich zwischen Westerbork und Amsterdam pendeln. So konnte sie an der Beisetzung von Julius Spier teilnehmen, der am 15. September 1942 gestorben war. Vom 5. Dezember 1942 bis zum 5. Juni 1943 war sie wegen einer Krankheit in Amsterdam. Ein Untertauchen, das ihr aus dem Freundeskreis angeboten wurde, lehnte sie nachdrücklich ab und sagte, sie wolle „das Schicksal ihres Volkes teilen“. Vom 6. Juni 1943 an war sie endgültig in Westerbork. Überlebende des Lagers bezeichneten sie später als eine „leuchtende Persönlichkeit“ bis zuletzt. Im Juni 1943 trafen auch ihre Eltern und ihr Bruder Mischa in Westerbork ein. Am 7. September 1943 wurde sie gemeinsam mit ihren Eltern und ihrem Bruder Mischa von Westerbork mit dem 75. Massentransport in das Vernichtungslager Auschwitz-Birkenau deportiert. Kurz nach der Abfahrt warf sie eine Postkarte aus dem Zug, die von Bauern gefunden und abgeschickt wurde.
Auf der Postkarte schrieb sie: … ich schlage die Bibel an einer willkürlichen Stelle auf und finde: Der Herr ist meine starke Burg. Ich sitze mitten in einem überfüllten Güterwagen auf meinem Rucksack. Vater, Mutter und Mischa sitzen einige Waggons entfernt. Die Abfahrt kam doch noch recht unerwartet. Ein plötzlicher Befehl für uns aus Den Haag. Singend haben wir dieses Lager verlassen, Vater und Mutter sind tapfer und ruhig. Mischa ebenfalls. Wir werden drei Tage auf der Reise sein … Auf Wiedersehen von uns vieren. Etty.
Die Eltern starben entweder auf dem Transport oder wurden unmittelbar nach der Ankunft in Auschwitz ermordet. Als Todesdatum von Etty Hillesum wurde vom Roten Kreuz der 30. November 1943 angegeben, als das ihres Bruders Mischa der 31. März 1944. Der Bruder Jaap kam erst Ende September 1943 nach Westerbork und wurde im Februar 1944 von dort nach Bergen-Belsen deportiert. Die Auflösung des Lagers und einen weiteren Transport überlebte er nicht. Er starb im April 1945.
Ihre Tagebücher hatte Hillesum vor ihrer endgültigen Abreise nach Westerbork ihrer Freundin Maria Tuinzing übergeben mit der Bitte, sie an den Schriftsteller Klaas Smelik weiterzugeben, falls sie nicht zurückkäme. Sie wünschte sich, dass die Tagebücher veröffentlicht würden.

## Werk/Innerer Weg
Etty Hillesums Werk besteht aus den Tagebüchern und Briefen, die sie von 1941 bis 1943 zur Zeit der deutschen Besatzung der Niederlande schrieb. Während sie sich in ihren Tagebüchern vorwiegend mit ihrer seelischen und spirituellen Entwicklung beschäftigte, widmete sie sich in ihren Briefen zunehmend auch der Beobachtung der konkreten Lage und besonders der Judenverfolgung in den besetzten Niederlanden. So berichtete sie zum Beispiel in zwei langen Briefen vom Dezember 1942 und vom August 1943 von den Zuständen im Lager Westerbork, im zweiten davon besonders von den Umständen während des Abends und der Nacht vor der üblicherweise wöchentlichen Abfahrt eines Zugs nach Auschwitz mit jeweils ca. 1000 Lagerinsassen. Die beiden Briefe wurden noch während der Zeit der deutschen Besatzung im Herbst 1943 illegal und anonym veröffentlicht.
Als sie Anfang März 1941 mit der Therapie bei Julius Spier begann und die ersten Einträge in ihr Tagebuch vornahm, empfand sie sich trotz all ihrer Begabungen und ihrem Einbezogensein in einen großen Freundeskreis als eine unsichere, emotional gestörte und häufig depressive junge Frau. Unter Spiers Anleitung begann sie, daran zu arbeiten, innere Ordnung und Klarheit in ihr Leben zu bringen. Er schlug ihr zusätzlich zur Therapie Körperübungen vor, das Führen eines Tagebuchs und etwas, was sie später mit den deutschen Begriffen „sich versenken“ oder „in sich hineinhorchen“ bezeichnete. Mit scharfer Beobachtungsgabe und großer Ehrlichkeit berichtete sie im Tagebuch von den Therapiesitzungen und analysierte ihr Denken, Fühlen und Handeln. Sie entdeckte ihre Begabung für das Schreiben und hoffte, später Schriftstellerin zu werden. Spier ermutigte sie zu mehr Selbstdisziplin und lehrte sie, wie sie mit ihren Depressionen umgehen konnte. Er machte ihr auch Lektürevorschläge. Hillesum war von Jugend an literarisch und philosophisch belesen. Sie war einerseits besonders vertraut mit der russischen Literatur, vor allem mit Dostojewski, andererseits auch mit Rilke, den sie als einen Seelenverwandten empfand. Spier schlug ihr vor, die Bibel, Augustinus, Thomas a Kempis, Meister Eckart, aber auch C.G. Jung zu lesen.
Schon wenige Monate nach dem Beginn der Therapie empfand sie, dass ihr Ringen um Klarheit und Gleichgewicht Erfolge zeigte, dass sie sich kraftvoller fühlte und dass ein innerer Wachstumsprozess begonnen hatte. Nun eröffnete sich ihr nach und nach eine „tiefere Dimension“ des Lebens. Die neue Richtung, die sie einschlug, war für sie, die assimilierte Jüdin, durch ein nicht konfessionell gebundenes, eher philosophisches Interesse an religiösen Themen begründet. Ihre Weltanschauung bis dahin kann man als humanistisch im allgemeinen Sinn bezeichnen. Jetzt begann sie, Anstoß an dem zu nehmen, was sie als die Grenzen des Rationalismus empfand. Der Verstand genügte ihr nicht mehr, um die Fragen an Welt und Leben, die sich ihr stellten, zu beantworten. Es ergab sich, dass sie – fast unbewusst – Zugang zu ihren kontemplativen Fähigkeiten bekam. Sie ließ sich von dem, was sie zuvor lediglich rational zu analysieren versucht hatte, emotional und spirituell berühren. In den von ihr scherzhaft „buddhistische Viertelstunde“ genannten Phasen des in sich Hineinhorchens versuchte sie jeden Morgen, ihren Kopf von allem Überflüssigen und Zerstreuenden zu befreien und in ihrem Inneren „weite leere Flächen“ entstehen zu lassen, so dass sie zum Transzendenten Kontakt aufnehmen konnte.
Ausgehend von ihren Bildern innerer „Seelenlandschaften“, wendete sie sich dem zu, was sie das „Allertiefste und Allerreichste“ in sich nannte, und dem sie schließlich den Namen „Gott“ gab. Es drückte sich aus in ihrer Verbundenheit mit Spier, mit ihren Mitmenschen, mit allen Menschen, mit der ganzen Welt. Mit dem Allertiefsten in sich, mit Gott, trat sie in einen „inneren Dialog“. Sie begann, in ihren Tagebüchern Gott direkt anzusprechen. Sie sprach von ihrer Liebe zum Leben, trotz der zunehmenden Verfolgung. Im Lauf der Entwicklung ihres Glaubens begann sie zu beten. Ihr erschien es so, als zöge sie mit dem Gebet die Mauern einer Klosterzelle um sich und als würde ihr dadurch Gefasstheit und Stärke vermittelt. Schließlich entdeckte sie für sich das Knien. Auch hierüber schrieb sie zunächst etwas ironisch, sie wolle eine Novelle schreiben mit dem Titel „Das Mädchen, das nicht knien konnte“, aber nicht lange danach lernte sie das Knien doch, wenn es ihr auch anfangs aus Scham kaum möglich war, darüber zu sprechen. Sie nannte diese Geste, die ja ursprünglich keine jüdische Geste ist, „das Intimste des Intimen“.

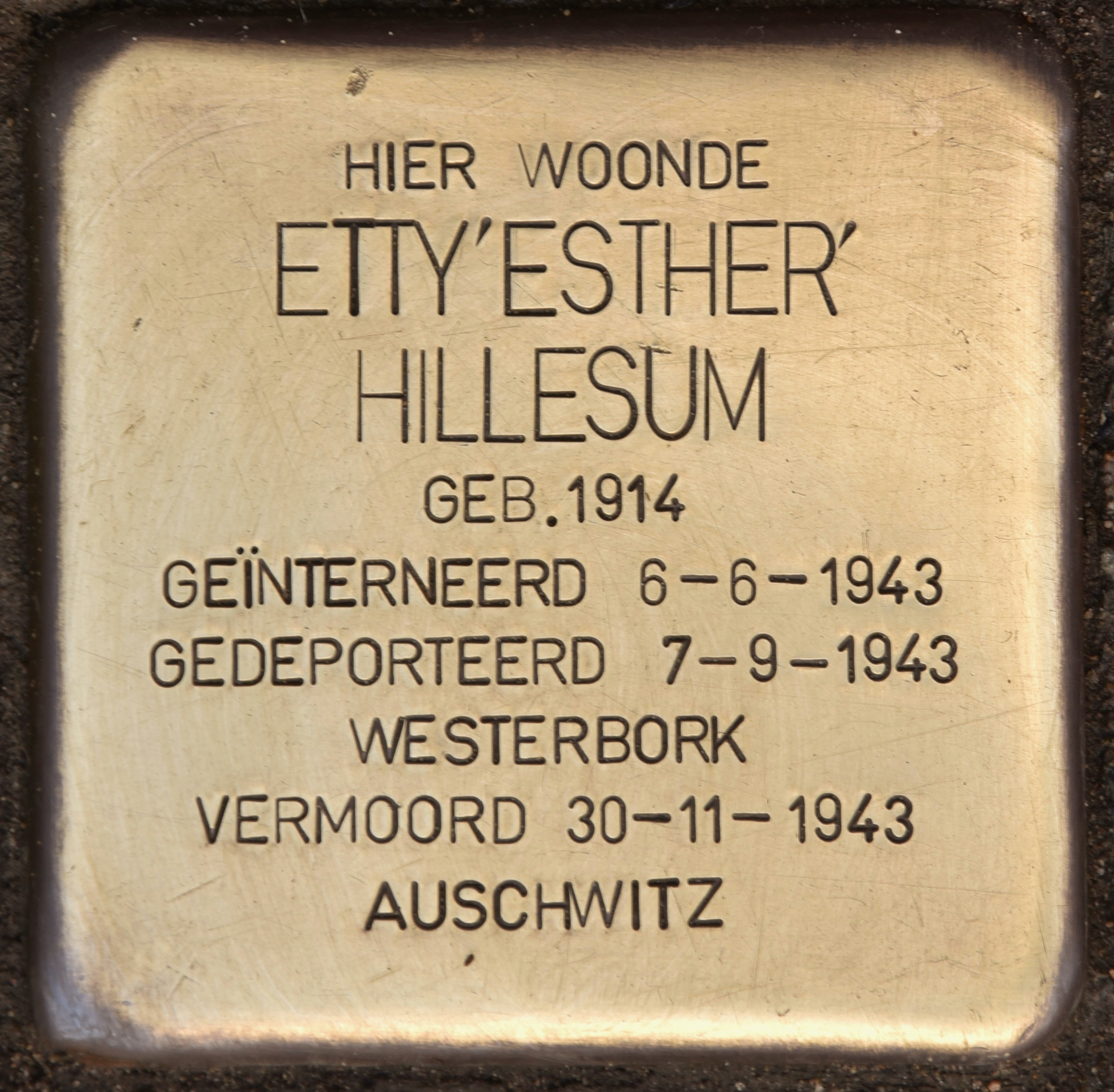
Stolperstein in Amsterdam

Besonders wichtig wurde die Hinwendung zu Gott für sie, als sich im Sommer 1942 die Lebensbedingungen für die niederländischen Juden unter der deutschen Besatzung schnell und massiv verschlechterten. Sie setzte ihren Dialog mit dem inneren Gott zwar fort, kam aber allmählich zu der Überzeugung, dass Gott ihr und überhaupt den Bedrängten und Verfolgten nicht helfen könne, stattdessen müsste sie, müssten die Menschen ihm helfen. Sie wollte ihm aber auf jeden Fall treu bleiben und seine Wohnung in ihrem Inneren verteidigen. Sie klagte Gott angesichts der Geschehnisse nicht an, akzeptierte es vielmehr, dass sie sich vor seine letzten Rätsel gestellt sah. Sie war bereit, es anzunehmen, dass sie darauf keine Antworten erhalten würde. Gleichzeitig erlebte sie sich als in Gott ruhend und ihm vertrauend.
Zunehmend suchte sie, selbst in der verzweifelten und chaotischen Situation im Lager Westerbork, inneren Rückzug und Stille. Dies bedeutete für sie, ganz im Augenblick zu sein, der ihr heilig erschien und in dem immer wieder der Raum entstand für ihre tiefe Dankbarkeit für das Leben und für ihre Überzeugung, dass trotz allem das Leben schön und sinnvoll sei. Gleichzeitig strebte sie immer größere Einfachheit an. Sie war überzeugt, dass sie selbst Worte schließlich hinter sich lassen und sich nur noch auf das Sein konzentrieren würde.
Zweifel und dunkle Stunden fehlten in Hillesums Glauben nicht. Doch, angeregt von Spier, wandte sie sich der Auffassung zu, dass das Leiden akzeptiert, das Schwere getragen werden müsse. Sie bemühte sich, das „Negative“ in ihrem eigenen Leben, wie ihre depressiven Phasen, ihren anfänglichen Hass auf die deutschen Besatzer zu erforschen und weder zu verleugnen noch zu bekämpfen, sondern zu bearbeiten und zu integrieren. Dies schien ihr auch die angemessene Vorbereitung auf noch schwerere Belastungen in der Zukunft und auf den Tod, mit dem sie als Endpunkt der Verfolgung der Juden rechnete.

## Rezeption
Nach dem Krieg übergab Maria Tuinzing, Hillesums Wunsch folgend, die Tagebücher dem Schriftsteller Klaas Smelik, doch seine Versuche, in den 1950er und 1960er Jahren einen Verlag dafür zu finden, schlugen fehl. Erst seinem Sohn, Klaas Smelik jr. gelang es im Jahr 1980, den Verleger J. G. Gaarlandt für die Tagebücher zu interessieren. Gaarlandt gab im Jahr 1981 eine Auswahl aus den Tagebüchern heraus (Titel: Het verstoorde Leven), die sofort ein großes Interesse in den Niederlanden fand. Binnen eineinhalb Jahren erzielte das Buch 14 Auflagen. 1983 erschien das Buch gleichzeitig in Deutschland (Titel: Das denkende Herz der Baracke), Frankreich, Norwegen, Finnland, Dänemark, Schweden, Kanada, Italien, den USA und Großbritannien. Insgesamt wurde es in 17 Sprachen übersetzt.
Eine vollständige Ausgabe der Tagebücher und aller bis dahin aufgefundenen Briefe Hillesums kam 1986 heraus. Unter dem Titel „Het Werk“ hat das Forschungszentrum EHOC 2012 eine revidierte und vervollständigte 6. Auflage des Gesamtwerks in niederländischer Sprache herausgegeben. Die erste englische Ausgabe des Gesamtwerks erschien im Jahr 2002. Auch in französischer, spanischer und italienischer Sprache liegt das Gesamtwerk vor. Eine deutsche Übersetzung der Gesamtausgabe erschien 2023. Die Originale der Tagebücher schenkte Familie Smelik 1986 dem Jüdischen Museum in Amsterdam.
In Deventer wurde 1995 in der ehemaligen Synagoge ein Etty-Hillesum-Centrum (Erinnerungszentrum) eingerichtet.
Der erste Internationale Etty-Hillesum-Kongress fand im November 2008 unter dem Titel: „Spirituality in the Writings of Etty Hillesum“ an der Universität Gent statt. Ebenfalls in Gent fand vom 13. bis 15. Januar 2014 der zweite, wiederum international besetzte Etty-Hillesum-Kongress unter dem Titel: „The ethics and religious philosophy of Etty Hillesum“ statt. Vom 10. bis 12. September 2018 fand die dritte internationale Konferenz „Etty Hillesum: Her Diaries and Letters“ in Middelburg statt.
André Bossuroy veröffentlichte 2009 einen Film, in dem die Tagebücher Anstoß und Inspiration für eine Reise durch Europa geben.
Hildegard Elisabeth Keller integrierte Etty Hillesum als eine von fünf weiblichen Hauptfiguren in die Trilogie des Zeitlosen (2011). Der dritte Band Der Ozean im Fingerhut enthält ein Hörspiel mit ausgewählten Passagen aus Etty Hillesums Tagebüchern und Briefen.

## Etty Hillesum Huis

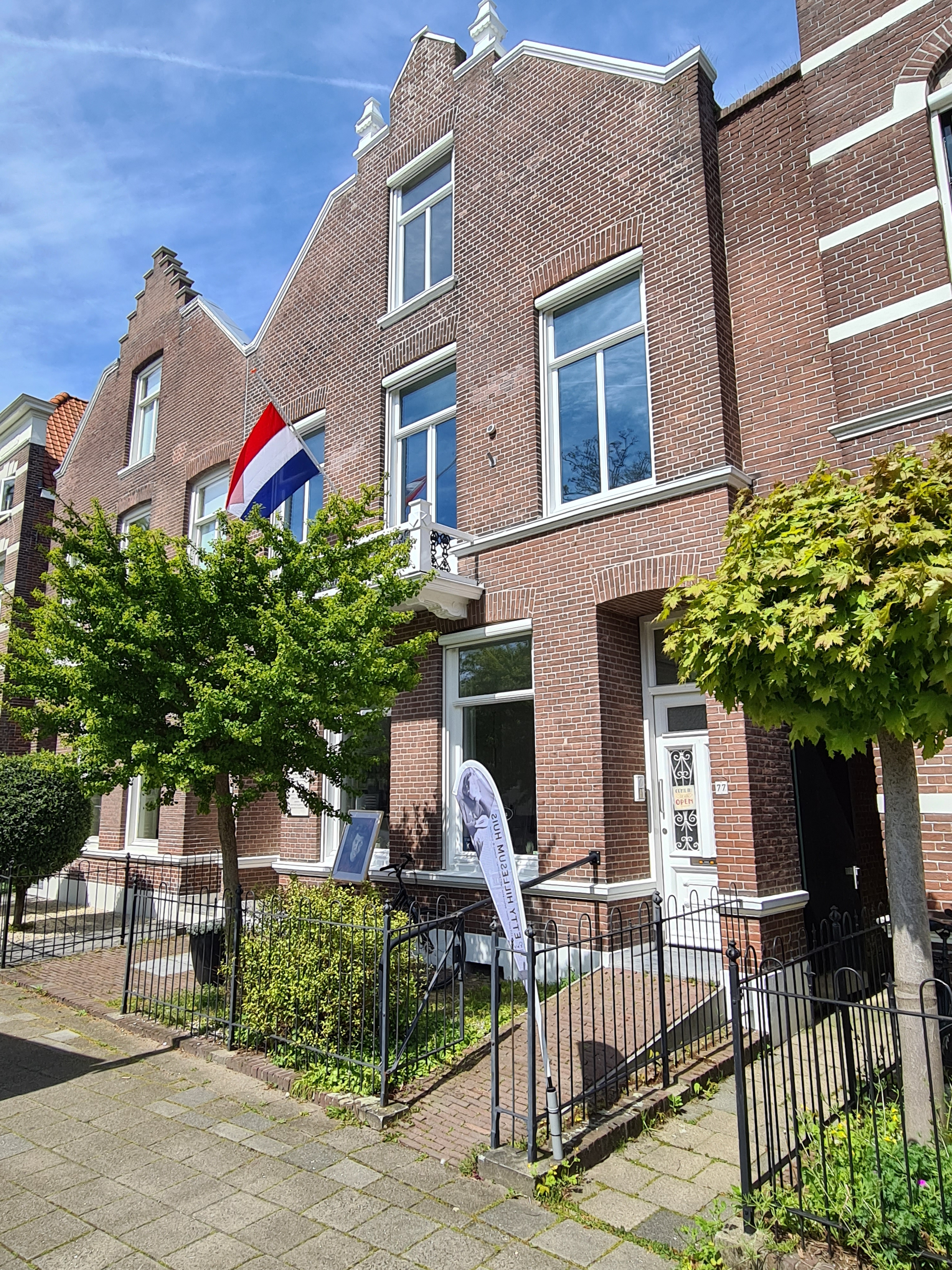
Das Etty Hillesum Huis

Im Jahr 2006 wurde an der Universität Gent das Etty-Hillesum-Forschungszentrum, Etty Hillesum Onderzoekscentrum (EHOC), eingerichtet, wo die Etty Hillesum-Forschung koordiniert und gefördert wird. Im Jahr 2015 wurde es in ihre Geburtsstadt Middelburg verlegt. Das Geburtshaus von Hillesum in Middelburg wurde ab Oktober 2021 saniert und im September 2022 als Museum und Begegnungsstätte eröffnet; die deutsche Bundesregierung unterstützte das Vorhaben mit 14.000 Euro. Die Ausstellung zeigt Exponate, die Etty Hillesums Leben, ihre Tagebücher, den historischen Kontext, in dem sie lebte, und die Geschichte des jüdischen Middelburgs darstellen.

## Werke

### Gesamtwerk
- Het verzameld werk. 1941–1943. Herausgegeben von Klaas A. D. Smelik. Uitgeverij Balans, Amsterdam 2021 (7. überarbeitete und ergänzte Auflage).
- Ich will die Chronistin dieser Zeit werden. Sämtliche Tagebücher und Briefe. Herausgegeben von Klaas A. D. Smelik und Pierre Bühler, aus dem Niederländischen von Christina Siever (Tagebücher) und Simone Schroth (Briefe). C.H. Beck Verlag, München 2023, ISBN 978-3-406-79731-6.

### Tagebuch- und Briefausgaben
- Het verstoorde leven: Dagboek van Etty Hillesum 1941–1943. Herausgegeben mit einer Einleitung versehen durch Jan Geurt Gaarlandt. De Haan, Haarlem 1981, ISBN 90-228-3572-3 (niederländisch).
  - Das denkende Herz der Baracke. Die Tagebücher von Etty Hillesum 1941–1943. Hrsg. und eingeleitet von Jan Geurt Gaarlandt; aus dem Niederländischen von Maria Csollány. Kerle, Freiburg/Heidelberg 1983, ISBN 3-600-30093-8.
  - Das denkende Herz. Die Tagebücher von Etty Hillesum 1941–1943. Rowohlt, Reinbek bei Hamburg 1988, ISBN 3-499-15575-3.
  - Das denkende Herz der Baracke. Die Tagebücher von Etty Hillesum 1941–1943. Hrsg. und eingeleitet von Jan Geurt Gaarlandt; aus dem Niederländischen von Maria Csollány. Mit einem Lebensbild von Christian Feldmann. Verlag Herder, Freiburg im Breisgau 2014, ISBN 978-3-451-33503-7.
  - Übersetzungen in mindestens 14 Sprachen, so Englisch: Etty – A Diary. (1983), Dänisch: Et kraenket liv. (1983), Norwegisch: Det tenkende hjerte. (1983), Schwedisch: Det förstörda livet. (1983), Finnisch: Päiväkirja, 1941–1943. (1984), Amerikanisch: An Interrupted Life. (1984), Portugiesisch: Uma vida interrompida. (1984), Italienisch: Diario 1941–1943. (1985), Spanisch: Una Vida Interrompida. (1985), Ivrit: Chajjiem Kerotiem; Jomana sjel. (1985), Japanisch (1985) und Ungarisch, Französisch: Une Vie Bouleversée. Journal 1941–1943, übersetzt durch Philippe Noble. Editions du Sieul, Paris 1985.

Niederländisch
- Dagboeken (10 cahiers) van Etty Hillesum 1941–43. [Original handwritten letters and diaries of Etty Hillesum 1941–1943.] Jewish Historical Museum, Amsterdam.
- Twee brieven uit Westerbork van Etty. Mit einer Einführung von David Koning. Bert Bakker/Daamen N.V., Den Haag 1962.
- Het denkende hart van de barak. Brieven van Etty Hillesum. Hrsg. von Jan Geurt Gaarlandt. De Haan, Haarlem 1982.
- In duizend zoete armen: Nieuwe dagboekaantekeningen van Etty Hillesum. Hrsg. von Jan Geurt Gaarlandt. De Haan, Haarlem 1984.
- Etty: De nagelaten geschriften van Etty Hillesum 1941–1943. Hrsg. von Klaas A. D. Smelik. Uitgeverij Balans, Amsterdam 1986, ISBN 90-5018-006-X.
- Etty Hillesum: Het werk: 1941–1943. Uitgeverij Balans, Amsterdam 2012, ISBN 978-94-6003-575-3.

Englisch
- Etty: A Diary 1941–1943. Mit einer Einführung von Jan Geurt Gaarlandt; Übersetzung Arnold J. Pomerans. Jonathan Cape, London 1983.
- An Interrupted Life: The Diaries and Letters of Etty Hillesum 1941–1943. Mit einer Einführung von Jan Geurt Gaarlandt; Übersetzung Arnold J. Pomerans. Pantheon Books, New York 1984.
- Letters from Westerbork. Mit einer Einführung von Jan Geurt Gaarlandt; Übersetzung Arnold J. Pomerans. Pantheon Books, New York 1986.
- An Interrupted Life and Letters from Westerbork. Henry Holt, New York 1996.
- An Interrupted Life: The Diaries and Letters of Etty Hillesum. Vorwort von Eva Hoffman. Persephone Books, London 1999.
- Etty: The Letters and Diaries of Etty Hillesum 1941–1943. Hrsg. von Klaas A. D. Smelik, Übersetzt von Arnold J. Pomerans. Novalis Saint Paul University – William B. Eerdmans Publishing Company, Ottawa, Ontario 2002.

Deutsch
- Klaas A. D. Smelik, Pierre Bühler (Hrsg.): Etty Hillesum. Ich will die Chronistin dieser Zeit werden: Sämtliche Tagebücher und Briefe. C.H. Beck, München 2023, ISBN 978-3-406-79731-6.